# Додекархія

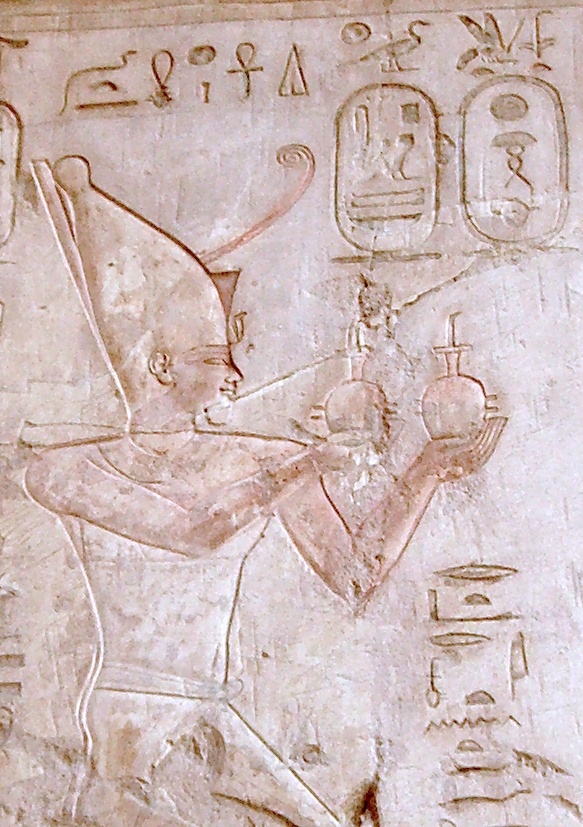
Псамметіх I

Додекархія (грец. δωδεκαρχία, «правління дванадцяти») — по Геродоту і, ймовірно, ґрунтується на його творі Діодору Сицилійському, час одночасного правління дванадцяти царів в Єгипті в період від вигнання ефіопів до сходження на престол Псамметіха I (приблизно 671—656 рр. до н. е.). Оракул передбачив царям, що той хто вип'є в святилищі Гефеста з мідної чаші буде панувати над усім Єгиптом. Саісець Псамметіх ненавмисно одного разу замість золотої чаші, що використовувалася для церемонії, вжив свій мідний шолом. Його не вбили, але позбавили більшої частини земель і вигнали в прибережні райони, заборонивши повертатися. Однак незабаром з боку моря прибули войовничі іоняни і карійці. Він найняв їх на службу і захопив владу над усією країною. Так збулося пророцтво іншого оракула, який обіцяв допомогу з моря.
Хоча крупиці істини в цій історії присутні, відомості Геродота, як це часто буває, переплутані до невпізнання. Насправді в період, званий ним Додекархією, верховенство в Єгипті належало ассирійцям: в 671 р до н. е. Асархаддон розгромив військо ефіопського фараона Тахарки і підпорядкував собі весь Нижній Єгипет і частину Верхнього. Тахарка сховався на півдні. Прийшовший до влади після смерті в 664 р до н. е. свого батька Нехо I цар Саіса Псамметіх поступово захопив контроль над Дельтою, а в 656 р до н. е. переміг останнього фараона з ефіопів, Тануатамона, взяв Фіви (Єгипет) і вже в 655 р до н. е. перестав виплачувати Ассирії данину, ставши самостійним правителем. Часто згадуване Геродотом святилище Гефеста є головним храмом Пта в Мемфісі, а вибудуваний нібито додекархами Лабіринт (він згадується потім Плінієм і докладно описаний Страбоном) — заупокійний храм при цегляній піраміді Аменемхета III в Хаварі.